# 韩美珍
韩美珍（韩语： Han Mijin，1995年8月2日—），韩国女子柔道运动员，2018年亚洲运动会混合团体铜牌得主、2018年世界柔道锦标赛混合团体铜牌得主、2019年亚洲柔道锦标赛女子78公斤以上级银牌得主、2021年亚洲柔道锦标赛女子78公斤以上级铜牌得主。